# الهلتي (الشعر)

تعديل مصدري - تعديل

الهلتي هي إحدى قرى عزلة الأ ملؤك بمديرية الشعر التابعة لمحافظة إب، بلغ تعداد سكانها 221 نسمة حسب تعداد اليمن لعام 2004.